# /e/
/e/ es un sistema operativo basado en Android, libre de Google, con sus propios servicios web, creado por el desarrollador de software francés y fundador de la distribución de Linux Mandrake, Gaël Duval.

## Historia
Como Gaël Duval no está satisfecho con la falta de protección de datos y la interfaz de usuario de Android, por lo tanto, fundó Eelo en diciembre de 2017, que luego fue rebautizado a /e/ debido a problemas de marcas. Duval buscó con éxito apoyo financiero en las plataformas de micromecenazgo Kickstarter e Indiegogo, con un objetivo de financiación de 25.000 €, que se superó poco después. La fundación benéfica "e Foundation" fue fundada en mayo de 2018.

## Desarrollo
En septiembre de 2018, la primera versión beta de /e/ se lanzó sobre la base de Android 7.1. La primera versión estable se lanzó a principios de 2019, basada en Android 8.1.
/e/ Consiste en varios proyectos de código abierto existentes y desarrollos internos. Por ejemplo, el sistema está basado en LineageOS y viene con la réplica gratuita de los servicios de Google microG, el cliente de correo electrónico se basa en el correo K-9, SMS y como aplicación de chat viene Signal o Telegram. Los contactos se sincronizan en línea con otros dispositivos a través de DavDroid o Nextcloud. La aplicación viene ya prefigurada para usar un servidor Nextcloud propio de la empresa. El proveedor de ubicación de red de Mozilla se utiliza para determinar la ubicación. Los desarrollos propios, sin embargo, son z. Por ejemplo, el lanzador y el paquete de iconos.

### Componentes
- Un servicio de correo electrónico de última generación que no lee correos electrónicos
- Buscador de internet sin seguimiento.
- App Store independiente con función de evaluación.
- Almacenamiento en la nube donde puede almacenar datos de forma segura
- Aplicaciones directas en línea
- Lanzador e iconos propios.

## Recepción
El proyecto tiene las dificultades esperables al establecerse en el mercado de sistemas operativos dominado por Google, iOS y Huawei. 
Poco después del anuncio, recibió mucha atención por parte de los medios de comunicación y sus partidarios, incluso después de que el lanzamiento de la versión beta estaba sobre /e/ de varios blogs y medios de este tipo. B. Los informes estándar o ZDnet.
En 2017 la empresa Murena de teléfonos móviles optó por el sistema operativo /e/.